# 임지훈 (1965년)
임지훈(林志勳, 1965년 12월 28일 ~ )은 대한민국 인천광역시의회 의원이다.

## 학력
- 숭실사이버대학교 부동산학과 졸업
- 인하대학교 정책대학원 졸업(행정학 석사)

## 경력
- 민주당 홍영표 국회의원 후원회 부회장
- 로보트론 대표
- 2010년 7월 1일 ~ 2014년 6월 30일: 제6대 인천광역시 부평구의회 의원
- 민주당 인천시당 청년실업대책위원장
- 2014년 7월 1일 ~ 2018년 5월 9일: 제7대 인천광역시 부평구의회 의원
  - 2016.07 ~ 2018.05: 제7대 인천광역시 부평구의회 후반기 의장
- 2018년 7월 1일 ~ 2022년 6월 30일: 제8대 인천광역시의회 의원
- 2022년 7월 1일 ~ : 제9대 인천광역시의회 의원

## 역대 선거 결과
|  | 28.84% |

|  | 48.34% |

|  | 70.31% |

|  | 52.13% |